# Horst Koegler
Horst Koegler (* 22. März 1927 in Neuruppin; † 11. Mai 2012 in Stuttgart) war ein deutscher Tanzkritiker, Journalist und Schriftsteller. Er war Herausgeber und Autor von Büchern über die Ballettszene in Deutschland sowie Verfasser von Aufsätzen in Zeitschriften und Einleitungen zu Bildbänden. Als Rezensent deutsch- und englischsprachiger Bücher bildete er eine Brücke zwischen der amerikanischen und deutschen Tanzwissenschaft.

## Leben
Koegler studierte von 1945 bis 1946 Musikwissenschaft, Germanistik und Kunstgeschichte in Kiel und von 1947 bis 1949 Regie, Dramaturgie und Schauspiel an der neu gegründeten Staatliche Hochschule für Theater und Musik Halle in Halle an der Saale. Im Anschluss erhielt er für drei Jahre ein Engagement am Gerhart-Hauptmann-Theater in Görlitz als Dramaturgie- und Regieassistent. Seit seinem Umzug nach West-Berlin im Jahr 1951 war er als freischaffender Journalist und Schriftsteller tätig, zunehmend auch für englischsprachige Zeitschriften. 1964 folgte ein mehrmonatiger Aufenthalt in den USA. Den Zugang zu seinem späteren Schwerpunkt Tanz bekam er zunächst als Berichterstatter von Berliner Opernaufführungen. Von 1957 bis 1959 war er Kritiker bei Die Welt. 1959 zog er von Berlin nach Köln und 1977 von Köln nach Stuttgart. Dort schrieb er über das Stuttgarter Ballett und prägte von 1977 bis 1992 als Musikredakteur die Tanzkritiken der Stuttgarter Zeitung. Seiner Aufgabe als Kritiker folgte er jedoch nicht ausschließlich im Tanzbereich, sondern blieb auch als Musik- und Opernkritiker aktiv. Von 1965 an veröffentlichte er jährlich eine Chronik des Ballettjahres und publizierte mehrere Ballettlexika. Seine tanzbezügliche Dokumentensammlung übereignete er zu Lebzeiten als Horst Koegler-Archiv dem Deutschen Tanzarchiv Köln. Von 2001 bis zu seinem Tod führte er auf dem Internettanzportal tanznetz.de seinen Blog, das koeglerjournal. In diesem veröffentlichte er losgelöst von der Presse Kritiken und Gedanken zu Ereignissen in der Tanzwelt.

## Koeglers Bedeutung für den Tanz
Mit seinem Schreiben über und für vor allem das Ballett hat „Horst Koegler […] die Tanzpublizistik wieder zu einer seriösen Angelegenheit gemacht.“ und er galt als einer der wichtigsten Tanzkritiker seiner Zeit in Deutschland. So hat Koegler dem Choreographen Hans van Manen „schreibend den Weg bereitet“ und in Stuttgart „mit stets flinker, oft flirrender und immer espritvoller Feder aus nächster Nähe vom Stuttgarter Ballettwunder unter Cranko“ geschrieben. Die Zukunft des Tanzes lag für Koegler im Ballett und sein Credo „Ich glaube an die Schönheit als die wahre Tugend des klassischen Balletts“ war verbunden mit einer ablehnenden Haltung gegenüber dem sich Ende der 1960er Jahre entwickelnden Tanztheater. In der Konsequenz erwuchs daraus „ein künstlich oktroyiertes Schisma zwischen Ballett und Tanztheater […], wie es nirgends sonst so verbissen betrieben wurde wie hierzulande.“

## Auszeichnungen
- John Cranko Preis der Stuttgarter John-Cranko-Gesellschaft, 2004
- Deutscher Tanzpreis des Deutschen Bundesverbandes für Tanzpädagogik e. V., 1992
- Julius-Bab-Kritikerpreis des Verbandes der deutschen Volksbühnenvereine, 1986

## Werke (Auswahl)

### Lexika
- The Concise Oxford Dictionary of Ballet. Second edition (Updated, 1987), Oxford University Press, Oxford | New York.
- Kleines Wörterbuch des Tanzes. Reclam, Stuttgart 1999 (mit Klaus Kieser: 2., neu bearb. Auflage 2006, 3., durchges. u. aktualisierte Aufl. 2009 als Wörterbuch des Tanzes).
- Dizionario Gremese della Danza e del Balletto. Ed. ital. a cura di Alberto Testa. Gremese, Roma 1995.
- Reclams Ballettlexikon. Mit Helmuth Günther. Stuttgart, 1984. ISBN 3-15-010328-2
- The concise Oxford dictionary of ballet. Oxford, Oxford University Press 1977. (1982, 1987).
- Friedrichs Ballettlexikon. Friedrich Verlag 1972

### Chroniken
- Ballett 1965: Chronik und Bilanz des Ballettjahres. 1965 Friedrich Verlag
- ebenso Chroniken der folgenden Jahre

### Monographien
- Heinz Spoerli, Weltbürger des Balletts. (Mit Beiträgen von Claude Conyers u. a.) Verlag Neue Zürcher Zeitung, Zürich 2012.
- John Neumeier – Bilder eines Lebens. Hamburg, 2010.
- Stuttgart Ballet. Fotos von Leslie E. Spatt. London, 1978.
- Ballett in Stuttgart: Werkstattgespräch mit John Cranko. Eine Chronik seit 1960. Fotos von Madeline Winkler-Betzendahl. Stuttgart, 1964.
- Balanchine und das moderne Ballett. Hannover, 1964.
- Yvonne Georgi. Reihe Theater heute. Hannover, 1963.
- Ballett international. Versuch einer Bestandsaufnahme. Rembrandt, Berlin 1960.

## Sekundärliteratur
- Festschrift Deutscher Tanzpreis 1992 Horst Koegler. Hrsg. v. Deutschen Berufsverband für Tanzpädagogik. Essen 1992.
- Horst Koegler zum sechzigsten Geburtstag. Artikel und Beiträge seiner Freunde und Mitarbeiter, zusammengestellt von Laszlo Molnar und Horst Vollmer. Stuttgart 1987.